# DonRay
DonRay (Raymond Donnez) (Duitsland) is een Duits/Frans discoartiest, composer en producer.  Hij scoorde met zijn enige album 'The Garden Of Love' uit 1978, erg goed in Europa.  Het album bevat de discohits 'Got To Have Lovin' en 'Standing In The Rain'.  Cerrone deed de productie.
DonRay is veel bekender als producer.  In 1968 werkte hij samen met Serge Gainsbourg, drie jaar later met Françoise Hardy.  Maar het grote succes kwam er voor DonRay dankzij de vruchtbare samenwerking met zijn vriend Cerrone.  DonRay leverde bijdragen op voor onder andere de Cerrone-albums 'Love In C-Minor'(1976), 'Cerrone's Paradise' (1977) en 'Hysteria' (2002).
Voor Alex R. Costandinos, die ook meewerkte aan de Cerrone-albums, deed een beroep op Don Ray voor de songs "Romeo & Juliet," "Sumeria," "Sphinx" en "Love & Kisses.
Onder zijn echte naam Raymond Donnez was hij als arrangeur en dirigent betrokken bij verschillende songfestivalliedjes: "Celui qui reste et celui qui s'en va" van Romuald (Monaco 1974), "Toi, la musique et moi" van Mary Cristy (Monaco 1976) en ten slotte ook de Franse winnaar van het songfestival van 1977, "L'oiseau et l'enfant" van Marie Myriam. In 1973 was hij arrangeur van de Luxemburgse festivalwinnaar "Tu te reconnaîtras" van Anne-Marie David; echter, niet Donnez, maar de Luxemburgse huisdirigent Pierre Cao stond bij deze bijdrage op de bok.
Toen begin jaren 80 de discomuziek minder in trek bleek te zijn, arrangeerde en produceerde DonRay tal van bekende Franse artiesten zoals Claude François, Catherine Deneuve, Johnny Hallyday, Elsa, Enrico Macias, Jeane Manson en Michel Sardou.
In 1992 won hij de Oscar voor het beste Franse lied.
In 2002 werkte hij mee aan het album "Hysteria (Cerrone)".